# 西吴寺遗址
西吴寺遗址，位于山东省济宁市兖州区小孟乡西吴寺村，是中华人民共和国全国重点文物保护单位之一。
1977年12月23日，公布为山东省文物保护单位，2013年5月公布为全国重点文物保护单位，是一座古遗址。
- 陶鬶，龙山文化，西吴寺遗址出土
- 陶壶，龙山文化，西吴寺遗址出土
- 陶罐，龙山文化，西吴寺遗址出土
- 石斧，龙山文化，西吴寺遗址出土